# Leptictidium
Leptictidium byl primitivní pravěký placentální savec z období eocénu, který se živil menšími živočichy. Byl nalezen v Evropě, žil tedy v subtropech a hustých evropských lesích. Jeho potravou byl hmyz, pavouci, menší ještěři, obojživelníci a drobní savci. Dlouhé bylo 60–90 centimetrů a vysoké 20 centimetrů. Mělo zvláštní způsob pohybu, skákalo po dvou nohou. Díky tomu mohlo rychleji uniknout predátorům. Nalezeno bylo v Messelu u Frankfurtu, kde bylo nalezeno také spoustu dalších savců z té doby a to ve velmi zachovaném stavu. Popsal ho Heinz Tobien roku 1962. Dnes již je popsáno sedm druhů rodu Leptictidium.

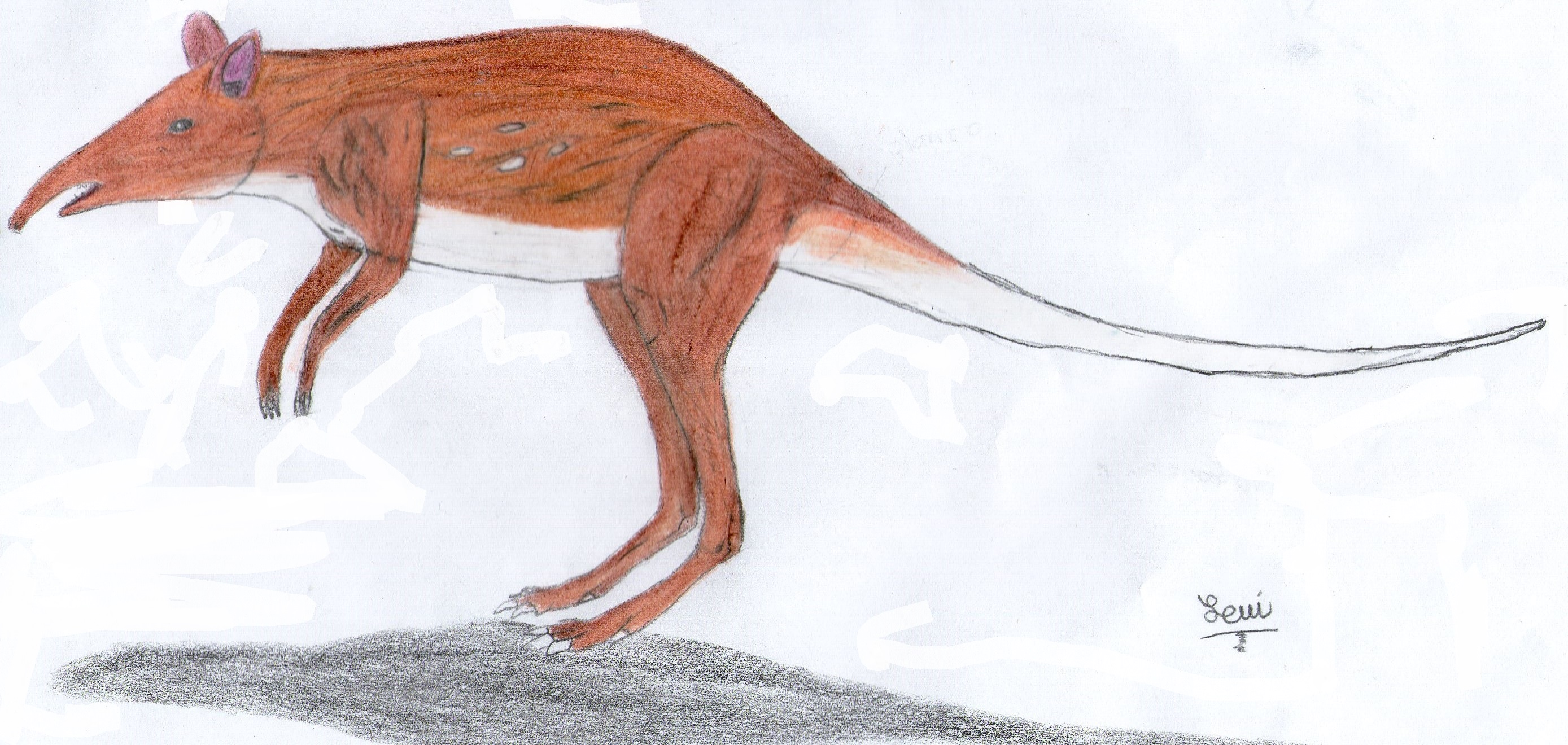
pravděpodobný vzhled